# Chiara Fumai
Chiara Fumai (* 1978 in Rom; † 16. August 2017 in Bari) war eine italienische Performancekünstlerin.
Fumai wuchs in Bari auf. Sie arbeitete als DJ, produzierte selbst Musik und legte Techno-Musik auf. In italienischen Galerien trat sie mit Videoarbeiten, Performances und Lectures auf. Die dOCUMENTA (13) im Jahr 2012 war ihre erste große internationale Show.
Chiara Fumai lebte vorwiegend in Mailand.

## Werk
Fumai arbeitete mit den Medien Foto und Video wie auch „Artefakten“, war jedoch im weitesten Sinne eine Live-Performance-Künstlerin.
Mit dem Thema, wie Wissen medial (re)produziert wird, setzte sie sich in verschiedenen Arbeiten kritisch auseinander. So schuf sie im Jahr 2008 in ihrer Arbeit „Chiara Fumai presents Nico Fumai“ eine fiktive Biografie ihres Vaters als Popsänger der 1980er-Jahre und zitierte damit die populistischen Methoden des italienischen Privatfernsehens. In „There Is Something You Should Know“ (2011) erfand sie eine esoterische Schule („Scuola Iniziatica Smithiana“), die ihre Theorien aus dem Werk des Queer-Underground-Filmemachers Jack Smith bezog, der als einer der ersten Regisseure der Camp-Kultur gilt und 1989 an AIDS starb.
Mit ihrem auf der dOCUMENTA (13) in Kassel im Jahr 2012 inszenierten „Moralischen Ausstellungshaus“ gab sie eine anarchafeministische Antwort auf das Hexenhaus („Hänsel und Gretel“) der Brüder Grimm, die lange in Kassel lebten und arbeiteten und im kulturellen Gedächtnis der Stadt sehr präsent sind. Fumai verknüpfte dabei die Biografien der beiden historische Frauenfiguren Annie Jones und Zalumma Agra, die als Jahrmarktsattraktionen ausgestellt wurden, mit hegelscher Dialektik und Verweisen auf den modernen Okkultismus. Jones gilt als die berühmteste bärtige Frau des 19. Jahrhunderts während Zalumma Agra als Beispiel für besondere Schönheit und genetische „Reinheit“ der „kaukasischen“ (weißen) „Rasse“ gefeiert wurde. Weitere von Fumai dort präsentierte Performances bauten auf Texten von Carla Lonzi und des radikalen feministischen Manifests „I say I“ („Ich sage Ich“) der Gruppe „Rivolta Femminile“ der italienischen Frauenbewegung der 1970er Jahre auf.
Für ihre Performance „I did not Say or Mean ‘Warning’ “ erhielt sie 2013 die Auszeichnung „Premio Furla“, mit der seit dem Jahr 2000 herausragende Nachwuchskünstler der modernen italienischen Kunstszene geehrt und gefördert werden. Diese Arbeit Fumais nimmt einen erneuten Anlauf im Kampf gegen das gesellschaftliche Bild der ewig passiven und am Rande stehenden Frau. Die Preisjury würdigte besonders die Energie und
konfrontative Dialektik, mit der Fumai hier drängende gesellschaftliche Themen von Feminismus, performativer Rede und Aktivismus aufgriff und in eine Kontinuität zu feministischen und künstlerischen Arbeiten einer früheren Generation stellte.
In einer eigens überarbeiteten Fassung für die Räumlichkeiten des Fondazione Querini Stampalia wurde „I did not Say or Mean ‘Warning’ “ im Zusammenhang mit der 55. Kunst-Biennale in Venedig von Fumai erneut aufgeführt.

## Auszeichnungen
- Premio Furla 2013[6]

## Ausstellungen (Auswahl)
Einzelausstellungen
- 2011: MACRO Testaccio, Rom
- 2011: Muratcentoventidue, Bari
- 2008: Careof, Mailand

Gruppenausstellungen
- 2013: 55. Biennale Arte, Fondazione Querini Stampalia, Venedig
- 2012 dOCUMENTA (13), Kassel
- 2010: MAXXI – Museo nazionale delle arti del XXI secolo, Rom
- 2009: SMART Project Space, Amsterdam